# جورج فورست (لاعب كرة قدم)
جورج فورست (1901 في المملكة المتحدة - ) هو لاعب كرة قدم كندي في مركز مهاجم داخلي. شارك مع منتخب كندا لكرة القدم. أما مع النوادي، فقد لعب مع نادي بليموث أرجايل ونادي يورك سيتي وهارت أوف ميدلوثيان ونادي ألوا أثليتيك ونادي مانسفيلد تاون وبثلهام ستييل وBethlehem Steel F.C. (1907–1930) ‏ ونادي بيترهيد ‏.